# جوردن لاد
جوردن لاد (بالإنجليزية: Jordan Ladd)‏ ممثلة أمريكية من مواليد 14 يناير 1975.

## حياتها الشخصية
تزوجت في عام 2001 من المغني كونور أونييل، ثم تطلقت في عام 2005.

## الأعمال

### أفلام
- 1999: لم تقبل من قبل
- 2007: النزل 2
- 2007: المضاد للموت

### تلفاز
- 2001: ستة أقدام تحت الأرض
- 2005: الدجاجة الآلية

## وصلات خارجية
- جوردن لاد على موقع IMDb (الإنجليزية)
- جوردن لاد على موقع ألو سيني (الفرنسية)
- جوردن لاد على موقع ميوزك برينز (الإنجليزية)
- جوردن لاد على موقع أول موفي (الإنجليزية)
- جوردن لاد على موقع قاعدة بيانات الأفلام السويدية (السويدية)
- جوردن لاد على موقع إن إن دي بي (الإنجليزية)
- جوردن لاد على موقع قاعدة بيانات الفيلم (الإنجليزية)
- جوردن لاد على موقع كينوبويسك (الروسية)